# Bart van Nunen
Bart van Nunen (Utrecht, 24 september 1995) is een Nederlandse voormalige atleet, die gespecialiseerd was in de lange afstand. Hij werd tweemaal Nederlands kampioen halve marathon en heeft deelgenomen aan de Olympische Zomerspelen 2020 marathon (die in verband met de coronapandemie in 2021 plaatsvonden) in Japan.

## Biografie
Van Nunen begon op negenjarige leeftijd met atletiek bij AV Spark in Spijkenisse. Zoals de meeste jeugdatleten kwam hij in eerste instantie uit op alle onderdelen, maar ging zich later specialiseren. Bij hem bleek het hardlopen een sterk onderdeel. Hij won vooral regionale wedstrijden, maar toen hij dertien jaar was won hij de 1K runaway, een soort nationaal kampioenschap voor jonge jeugd.
In 2013 werd de Hellevoeter op de Europese kampioenschappen voor junioren in het Italiaanse Rieti vijfde op de 5000 m. Sinds zijn vijftiende jaar richt hij zich volledig op het hardlopen. Hij won in zijn juniorentijd diverse Nederlandse titels, waaronder die op de 3000 m indoor, 5000 m outdoor, 10 km op de weg en bij het veldlopen. Na de EK voor junioren in 2013 focuste hij zich op de 10.000 m, liep in 2014 een nationaal jeugdrecord van 29.04 en stond hij eerste op de Europese ranglijst van de 10.000 bij de junioren. Op de wereldkampioenschappen voor junioren in Eugene eindigde hij dat jaar op dit onderdeel als twaalfde.
Op 17 mei 2015 werd hij met overmacht Nederlands kampioen op de halve marathon. Met zijn finishtijd van 1:04.35 bleef hij de nummer twee Mike Teekens bijna twee minuten voor. In datzelfde jaar werd hij vierde bij de Europese kampioenschappen voor neo-senioren op de 10.000 m. Hij finishte in 28.59,90 en verbeterde met deze tijd tevens zijn persoonlijk record. In februari 2016 finishte hij op het NK 10 km in Schoorl een seconde na Patrick Stitzinger, die het brons behaalde.
Van Nunen nam in 2016, op twintigjarige leeftijd, als jongste deelnemer deel aan de halve marathon op de Europese kampioenschappen in Amsterdam. Hij eindigde hierbij als 39e.
In 2018 leverde hij bij zijn debuut op de marathon een uitstekende prestatie door op de 10e plaats te eindigen in de marathon van Berlijn in een tijd van 2:13.09.
Van Nunen was aangesloten bij AV Passaat in Papendrecht. Hij maakte sinds 2016 deel uit van het AA Drink Talenten Team, een project dat veelbelovende atleten helpt op weg naar de top. Sinds september 2016 woonde en trainde hij op Papendal.
Van Nunen heeft bedrijfskundige informatica (HBO) gestudeerd. Deze studie heeft hij in 2019 succesvol afgerond. Hij is daarna, in collegejaar 2020-2021, Wiskunde (WO) aan de Radboud Universiteit gaan studeren.
In maart 2021 liep hij in Dresden de halve marathon in een tijd van 1:01.47. Dit was op dat moment de zesde snelste tijd ooit gelopen door een Nederlander.
Begin 2025 maakte Van Nunen bekend te stoppen als professioneel atleet.

## Nederlandse kampioenschappen
| Onderdeel      | Jaar       |
| -------------- | ---------- |
| 10.000 m       | 2019       |
| halve marathon | 2015, 2018 |

## Persoonlijke records
Baan
| Onderdeel | Prestatie | Datum       | Plaats   |
| --------- | --------- | ----------- | -------- |
| 800 m     | 1.56,77   | 9 juni 2012 | Leiden   |
| 1500 m    | 3.56,74   | 4 juli 2020 | Arnhem   |
| 3000 m    | 8.15,61   | 4 juli 2019 | Nijvel   |
| 5000 m    | 13.54,80  | 25 mei 2019 | Oordegem |
| 10.000 m  | 28.49,35  | 9 juni 2018 | Leiden   |

Weg
| Onderdeel      | Prestatie | Datum            | Plaats              |
| -------------- | --------- | ---------------- | ------------------- |
| 5 km           | 14.38     | 9 september 2017 | Varsseveld          |
| 10 km          | 28.24     | 7 maart 2021     | Berlijn             |
| 15 km          | 44.41     | 18 november 2018 | Nijmegen            |
| 10 Eng. mijl   | 49.06     | 4 september 2016 | Tilburg             |
| 20 km          | 1:02.10   | 4 maart 2018     | Alphen aan den Rijn |
| halve marathon | 1:01.47   | 21 maart 2021    | Dresden             |
| marathon       | 2:10.16   | 6 december 2020  | Valencia            |

## Palmares

### 3000 m
- 2013: 4e Harry Schulting Games in Vught - 8.33,27
- 2015:  Memorial Vertommen-Cuddy in Duffel - 8.17,45

### 5000 m
- 2013: 5e EK U20 in Rieti - 14.43,47
- 2013:  iFam Outdoor Meeting- Post Program in Oordegem - 14.28,78

### 10.000 m
- 2014: 12e WK U20 in Eugene - 29.58,90
- 2015: 4e EK U23 in Tallinn - 28.59,90
- 2018:  NK - 28.49,35
- 2019:  NK - 29.12,34

### 5 km
- 2013: 4e Parelloop (Talentrun) - 15.20
- 2013: 5e Kramp Run in Varsseveld - 14.47
- 2015:  Parelloop (Talentrun) - 15.09

### 10 km
- 2014: 5e NK in Schoorl - 29.38 (7e overall)
- 2015: 6e NK in Schoorl - 29.36 (11e overall)
- 2015:  Zandenplasloop in Nunspeet - 31.13
- 2016: 4e NK in Schoorl - 30.26 (8e overall)
- 2017: 5e NK in Schoorl - 29.38
- 2018: 5e NK in Schoorl - 30.00
- 2019:  NK in Schoorl - 28.57
- 2024: 10e BIG 10 - 29.51

### 15 km
- 2013: 9e Zevenheuvelenloop - 45.42,8
- 2014: 18e Zevenheuvelenloop - 45.56,0
- 2015: 15e Zevenheuvelenloop - 46.13
- 2016:  Reeuwijkse Plassenloop - 45.41
- 2017: 15e Zevenheuvelenloop - 45.24
- 2018: 12e Zevenheuvelenloop - 44.41
- 2019: 23e Zevenheuvelenloop - 45.25

### 10 EM
- 2016: 14e Tilburg Ten Miles - 49.06
- 2017:  Energie Kerstloop - 50.40
- 2024: 14e Dam tot Damloop - 48.49

### halve marathon
- 2014: 5e NK in Den Haag - 1:06.01 (22e overall)
- 2015: 19e City-Pier-City Loop - 1:05.20
- 2015:  NK in Leiden - 1:04.35
- 2016: 7e halve marathon van Berlijn - 1:03.53
- 2016: 39e EK - 1:06.41
- 2017:  NK te Nijmegen - 1:05.34
- 2017: 22e halve marathon van Valencia - 1:04.50
- 2018:  NK te Venlo - 1:03.50
- 2019: 4e NK te Venlo - 1:04.24
- 2020: 32e halve marathon van Barcelona - 1:03.37
- 2021: 6e Laufszene Sachsen Citylauf te Dresden - 1:01.47
- 2024:  NK te Breda - 1:04.06

### marathon
- 2018: 10e marathon van Berlijn - 2:13.09
- 2020: 33e marathon van Valencia - 2:10.16
- 2021: DNF OS

### overige afstanden
- 2016: 14e 4 Mijl van Groningen - 18.31

### veldlopen
- 2013: 36e EK junioren in Belgrado
- 2014: 43e EK junioren in Samokov
- 2015: 40e EK U23 in Hyères - 24.31
- 2017: 29e EK U23 in Samorin (8,23 km) - 25,17